# Ерне Гринбаум
Ерне Гринбаум (Надвород 29. март 1908 – Маутхаузен, између децембра 1944. и априла 1945) био је трансилванијско-мађарски сликар, графички уметник, литограф и илустратор. Радио је у различитим стиловима, укључујући сецесију, експресионизам и кубизам.

## Биографија
Очева смрт довела је породицу у тешку финансијску ситуацију, па није могао да похађа часове уметности, иако је показао велики таленат за цртање. У почетку је радио као кожар, затим као столар. Потом је био на занатској обуци за бакрорезца. Године 1927. запослио се у издавачкој кући Зоненфелд, где је научио типографију. Тамо је упознао и постао пријатељ са Алеком Леоном, експресионистичким графичким уметником, који га је упознао са савременим уметничким токовима.
Своју прву изложбу имао је у Клубу новинара у родном граду. Убрзо након тога учествовао је у оснивању Удружења ликовних уметника. Године 1933. учествовао је на великој изложби младих уметника у хотелу званом Палата Вајсловиц, заједно са пријатељем Леоном, Имреом Фелдешом, Имреом Вањаијем и другима. Његова прва самостална изложба одржана је у марту 1936. Наредних година оглашавао се у Будимпешти као цртач и литограф. Поред слика, дизајнирао је корице и насловне стране за више књига.
У мају 1944. он и његов колега Јенe Елефант депортовани су у концентрациони логор Маутхаузен. Тамо је убијен у неком тренутку између депортације и ослобођења логора од стране америчке војске, годину дана касније. Тачан број његових дела није познат, али се верује да је велика већина уништена током рата.
У јануару 1992. у Музеју Земље Криш у Орадеји (Надвороду) одржана је велика ретроспектива локалних јеврејских сликара. Изложба је била под називом Светлост и дух и обухватила је дела Гринбаума, као и Леона, Ернеа Тибора и Морича Барата.